# Vattenpalatset, Vänersborg
För andra betydelser, se Vattenpalatset.
Vattenpalatset är ett äventyrsbad i Vänersborg. Badet besöks av 300 000 personer årligen och hade 2007 besökts av totalt två miljoner människor.